# اگونا سویدرو
اگونا سویدرو (به لاتین: Agona Swedru) یک منطقهٔ مسکونی در غنا است که در منطقه مرکزی (غنا) واقع شده‌است.

## خصوصیات
اگونا سویدرو ۶۸٬۲۱۶ نفر جمعیت دارد و ۷۴ متر بالاتر از سطح دریا واقع شده‌است.